# Nuévalos (kommun)
Nuévalos är en kommun i Spanien.   Den ligger i provinsen Provincia de Zaragoza och regionen Aragonien, i den centrala delen av landet, 180 km nordost om huvudstaden Madrid. Antalet invånare är 350.